# Pimoa lihengae
Espèce
Pimoa lihengae est une espèce d'araignées aranéomorphes de la famille des Pimoidae.

## Distribution
Cette espèce est endémique du Yunnan en Chine,. Elle se rencontre entre 2 000 et 2 500 m d'altitude dans les Gaoligongshan.

## Description
Le mâle holotype mesure 6,67 mm et la femelle paratype 7,58 mm.

## Étymologie
Cette espèce est nommée en l'honneur de Li Heng.

## Publication originale
- Griswold, Long & Hormiga, 1999 : A new spider of the genus Pimoa from Gaoligong Mountains, Yunnan, China (Araneae, Araneoidea, Pimoidae). Acta Botanica Yunnanica, Suppl. 11, p. 91-97 (texte intégral).